# Nanga do Congo
Nanga (c.1381-1435) foi o segundo governante do Reino do Congo da dinastia Luqueni. Ele nasceu por volta de 1380 e seus feitos durante o reinado são desconhecidos devido a falta de registros por escrito. Teria governado entre 1420 e 1435, aponta-se que ele foi primo de Nímia Luqueni, fundador do Reino. 